# Astegotherium
L'astegoterio (gen. Astegotherium) è un mammifero xenartro estinto, appartenente ai dasipodidi. Visse tra l'Eocene inferiore e l'Eocene medio (circa 50 - 42 milioni di anni fa) e i suoi resti fossili sono stati ritrovati in Sudamerica.

## Descrizione
Di questo animale si conoscono principalmente le placche dermiche (osteodermi) che formavano la corazza dorsale. È quindi impossibile ricostruirne fedelmente l'aspetto, ma si suppone che non differisse molto da quello dall'attuale armadillo dalle nove fasce (Dasypus novemcinctus). Astegotherium era caratterizzato da osteodermi dotati di una figura centrale pressoché priva di forami, mentre nella parte posteriore degli osteodermi erano presenti forami piliferi.

## Classificazione
La specie tipo, Astegotherium dichotomus, venne descritta per la prima volta da Florentino Ameghino nel 1902, sulla base di resti fossili ritrovati in Patagonia (Argentina) in terreni dell'Eocene medio. Altri fossili attribuiti a questo genere sono stati ritrovati sempre in Argentina in terreni dell'Eocene inferiore e dell'Eocene medio-superiore.
Astegotherium è uno dei più antichi armadilli noti, ed è considerato un membro dei dasipodidi, il gruppo comprendente gli attuali armadilli dalle nove fasce.